# Antonín Švehla
Antonín Švehla (ur. 15 kwietnia 1873 w Pradze, zm. 12 grudnia 1933 tamże) – czechosłowacki polityk i mąż stanu, dwukrotny premier Czechosłowacji (1922–1925 i 1926–1929).

## Życiorys
Był właścicielem ziemskim w Hostivaře, od końca lat 90. XIX w. działał w ruchu agrarnym, w latach 1908–1913 był deputowanym czeskiego sejmu krajowego, w 1909 został przewodniczącym Komitetu Wykonawczego Czeskiej Partii Agrarnej. Był zwolennikiem czeskiego historycznego prawa państwowego. Przed I wojną światową walczył o równouprawnienie Czechów i Niemców na ziemiach czeskich, a od początku wojny dążył do ujednolicenia stanowiska czeskich partii wobec kwestii politycznych i konstytucyjnych. W 1916 brał udział w zakładaniu Českiego Svazu i Národníego Výboru. W pierwszym okresie wojny zajmował stanowisko umiarkowanie oportunistyczne, powstrzymując otwarcie proaustriacki aktywizm niektórych czeskich polityków. Po uwięzieniu Karela Kramářa stał się głową czeskiej reprezentacji politycznej. Pod koniec wojny kierował przygotowaniami do przejęcia władzy i utworzenia niepodległego państwa, zakładając Radę Gospodarczą i Czeskie Serce. W lipcu 1918 został wiceprzewodniczącym Národnego Výboru, a 28 października 1918 był jednym z organizatorów i przywódców przewrotu w Pradze. W 1918 został członkiem czechosłowackiego parlamentu i do 1920 ministrem spraw wewnętrznych. W 1919 objął przywództwo Partii Republikańskiej. Od 7 października 1922 do 18 marca 1926 stał na czele rządu, kierując kolejno dwoma gabinetami. Ponownie pełnił tę funkcję od 12 października 1926 do 1 lutego 1929.
Wniósł znaczny wkład w konsolidację wewnętrznej sytuacji politycznej Czechosłowacji i rozwój kraju w okresie międzywojennym. Usiłował przezwyciężyć sprzeczności między partiami w koalicji rządzącej na rzecz interesu narodowego i utworzył tzw. koalicyjną piątkę jako nieformalny organ współpracy tych partii. Z powodzeniem wykorzystywał swoje zdolności organizacyjne i energię w codziennej pracy politycznej. Był bliskim współpracownikiem prezydenta Masaryka, któremu udzielił poparcia w 1927, gdy sam odmówił startu w wyborach prezydenckich. W 1929 z powodu poważnej choroby wycofał się z życia politycznego.
W 2018 roku został pośmiertnie odznaczony Orderem Lwa Białego I klasy.